# Pau Cateura Bennàsser
Pau Cateura Bennàsser (Palma, 1949 - 24 de setembre de 2018) va ser un historiador i catedràtic espanyol d'història medieval a la Universitat de les Illes Balears (UIB), i un dels més experts medievalistes de les Illes Balears.

## Formació acadèmica i tasca docent
Després llicenciar-se en Filosofia i Lletres, dins de l'especialitat d'Història, a la Universitat de Barcelona, va tornar a Palma el 1974, per treballar a la UIB com a professor contractat. El 1981 va defensar la seva tesi doctoral al departament de Filosofia i Lletres, i el 1984 va obtenir plaça de professor titular. El 2002 va obtenir la càtedra universitària del departament d'Història Medieval de la UIB. Després de 44 anys de tasca docent, tenia previst jubilar-se el 30 de setembre del 2018.

## Línies d'investigació i càrrecs
Els seus camps de recerca es van centrar en la història fiscal i financera de la baixa edat mitjana, i des de finals del segle xx fins a la seva mort va dirigir diversos projectes de recerca.
Entre els anys 2001 i 2004 exercí el càrrec de vicedegà i cap d'estudis d'Història de la Facultat de Filosofia i Lletres de la UIB. El 2006 fou nomenat acadèmic corresponent de la Reial Acadèmia de la Història.
Endemés, ha estat membre de la Comissió Organitzadora dels congressos de la Corona d'Aragó. Ha dirigit la revista Mayurqa i també ha estat membre del consell assessor de diverses revistes d'història, com ara: Acta Historica et Archaeologica Mediaeval, Espai, Territori i Societat a l'Edat Mitjana o Temps i Forma.

## Publicacions
Va participar en l'elaboració del Llibre blanc de la Història (2004) i publicà més d'un centenar de treballs, entre llibres i articles, entre els quals destaquen:
- Com a coordinador,  El crèdit i el sistema financer del Regne de Mallorca (segles XIV-XV).  Palma: Universitat de les Illes Balears i Consell Insular de Mallorca, 2009. ISBN 978-84-8384-095-5.
- L'administració atrapada: crèdit, finances i adaptacions fiscals en el regne de Mallorca (segle XV).  Palma: El Tall, 2008. ISBN 84-96019-43-8.
- Els imposts indirectes en el Regne de Mallorca: les imposicions sobre l'alimentació (segle XIV).  El Tall, 2006. ISBN 84-96019-28-4.
- El regne de Mallorca al segle XIV.  Palma: El Tall, 2005. ISBN 84-96019-17-9.
- La trentena esgarrifadora: guerra i fiscalitat (el regne de Mallorca, 1330-1357).  Palma: El Tall, 2000. ISBN 84-87685-86-2.
- El regne esvaït: desenvolupament econòmic, subordinació política, expansió fiscal, (Mallorca 1300-1335).  Palma: El Tall, 1998. ISBN 84-87685-76-5.
- Mallorca en el segle XIII.  Palma: El Tall, 1997. ISBN 84-87685-63-3.
- Sociedad, jerarquía y poder en la Mallorca medieval (en castellà).  Palma: Fontes Rerum Balearium, 1984. ISBN 84-398-2684-2.
- La seva tesi doctoral, dirigida per Álvaro Santamaría Arández,  Pedro IV el Ceremonioso y Mallorca (1343-1387) (tesi) (en castellà).  Palma: Universitat de les Illes Balears, 1981.